# Eredivisie 2003/04
Die Eredivisie 2003/04 war die 48. Spielzeit der höchsten niederländischen Fußballliga. Sie begann am 15. August 2003 mit dem Spiel Roda JC Kerkrade – PSV Eindhoven und endete am 16. Mai 2004.
Meister wurde zum 29. Mal Ajax Amsterdam. Absteigen mussten FC Zwolle und FC Volendam. In der Relegation setzten sich Vitesse Arnheim und BV De Graafschap durch, die somit in der Eredivisie 2004/05 spielen. Damit schaffte BV De Graafschap den sofortigen Wiederaufstieg und Vitesse Arnheim den Klassenerhalt.

## Modus
Die 18 Mannschaften spielten an insgesamt 34 Spieltagen aufgeteilt in einer Hin- und einer Rückrunde jeweils zwei Mal gegeneinander. Der Tabellenletzte stieg direkt ab, der Vorletzte und Drittletzte musste in die Relegation. Bei Punktgleichheit entschied die Tordifferenz über die Platzierung.

## Abschlusstabelle
| Pl. | Verein              | Sp. | S  | U  | N  | Tore    | Diff. | Punkte |
| --- | ------------------- | --- | -- | -- | -- | ------- | ----- | ------ |
| 1.  | Ajax Amsterdam      | 34  | 25 | 5  | 4  | 079:310 | +48   | 80     |
| 2.  | PSV Eindhoven (M)   | 34  | 23 | 5  | 6  | 092:300 | +62   | 74     |
| 3.  | Feyenoord Rotterdam | 34  | 20 | 8  | 6  | 071:380 | +33   | 68     |
| 4.  | SC Heerenveen       | 34  | 17 | 7  | 10 | 045:350 | +10   | 58     |
| 5.  | AZ Alkmaar          | 34  | 17 | 6  | 11 | 065:420 | +23   | 57     |
| 6.  | Roda JC Kerkrade    | 34  | 14 | 9  | 11 | 060:410 | +19   | 51     |
| 7.  | Willem II Tilburg   | 34  | 13 | 10 | 11 | 047:540 | −7    | 49     |
| 8.  | FC Twente Enschede  | 34  | 15 | 3  | 16 | 056:530 | +3    | 48     |
| 9.  | NAC Breda           | 34  | 12 | 10 | 12 | 058:550 | +3    | 46     |
| 10. | FC Utrecht (P)      | 34  | 13 | 7  | 14 | 042:520 | −10   | 46     |
| 11. | RKC Waalwijk        | 34  | 10 | 10 | 14 | 047:550 | −8    | 40     |
| 12. | RBC Roosendaal      | 34  | 10 | 10 | 14 | 034:470 | −13   | 40     |
| 13. | FC Groningen        | 34  | 9  | 10 | 15 | 038:530 | −15   | 37     |
| 14. | NEC Nijmegen        | 34  | 10 | 4  | 20 | 044:620 | −18   | 34     |
| 15. | ADO Den Haag (N)    | 34  | 9  | 7  | 18 | 036:610 | −25   | 34     |
| 16. | Vitesse Arnheim     | 34  | 4  | 16 | 14 | 039:560 | −17   | 28     |
| 17. | FC Volendam (N)     | 34  | 7  | 6  | 21 | 031:790 | −48   | 27     |
| 18. | FC Zwolle           | 34  | 5  | 11 | 18 | 027:670 | −40   | 26     |

Platzierungskriterien: 1. Punkte – 2. Tordifferenz – 3. geschossene Tore

| (M) | amtierender Meister     |
| (P) | amtierender Pokalsieger |
| (N) | Neuaufsteiger           |

## Kreuztabelle
Die Kreuztabelle stellt die Ergebnisse aller Spiele dieser Saison dar. Die Heimmannschaft ist in der linken Spalte aufgelistet und die Gastmannschaft in der obersten Reihe.
| 2003/2004 | 2003/2004           | AJX |     | Feyenoord Rotterdam | SC Heerenveen | AZ Alkmaar | Roda JC Kerkrade | Willem II Tilburg | FC Twente Enschede | NAC Breda | FC Utrecht | RKC Waalwijk | RBC Roosendaal | FC Groningen | NEC Nijmegen | ADO | Vitesse Arnheim | FC Volendam | FC Zwolle |
| --------- | ------------------- | --- | --- | ------------------- | ------------- | ---------- | ---------------- | ----------------- | ------------------ | --------- | ---------- | ------------ | -------------- | ------------ | ------------ | --- | --------------- | ----------- | --------- |
| 1.        | Ajax Amsterdam      |     | 2:1 | 2:0                 | 3:1           | 3:2        | 4:2              | 6:0               | 1:0                | 2:0       | 1:0        | 4:1          | 1:1            | 2:1          | 1:0          | 4:0 | 5:0             | 5:1         | 1:0       |
| 2.        | PSV Eindhoven       | 2:2 |     | 0:1                 | 2:0           | 0:1        | 1:2              | 6:1               | 1:0                | 1:1       | 2:1        | 3:1          | 1:1            | 5:0          | 3:0          | 3:2 | 3:0             | 7:0         | 5:1       |
| 3.        | Feyenoord Rotterdam | 1:1 | 1:3 |                     | 2:2           | 0:3        | 3:0              | 2:1               | 3:2                | 2:1       | 3:2        | 1:0          | 2:0            | 1:2          | 2:1          | 4:1 | 3:0             | 2:0         | 7:1       |
| 4.        | SC Heerenveen       | 4:1 | 3:2 | 1:0                 |               | 1:0        | 2:1              | 1:1               | 3:0                | 3:4       | 4:0        | 1:0          | 1:0            | 1:0          | 1:2          | 2:0 | 0:0             | 2:1         | 1:1       |
| 5.        | AZ Alkmaar          | 1:1 | 2:4 | 2:2                 | 3:1           |            | 1:5              | 0:0               | 3:0                | 2:2       | 1:2        | 7:0          | 2:1            | 2:1          | 2:0          | 0:1 | 2:1             | 3:0         | 4:0       |
| 6.        | Roda JC Kerkrade    | 1:2 | 2:2 | 1:1                 | 0:1           | 3:1        |                  | 6:1               | 2:1                | 2:2       | 1:1        | 2:1          | 0:2            | 0:0          | 4:0          | 5:1 | 2:0             | 1:0         | 1:1       |
| 7.        | Willem II Tilburg   | 2:5 | 3:1 | 0:3                 | 2:0           | 1:0        | 0:2              |                   | 2:3                | 1:1       | 0:2        | 4:1          | 3:0            | 2:0          | 3:0          | 1:0 | 1:1             | 6:0         | 2:1       |
| 8.        | FC Twente Enschede  | 2:0 | 0:2 | 4:2                 | 2:0           | 4:1        | 1:2              | 2:0               |                    | 2:1       | 2:2        | 2:1          | 3:1            | 5:3          | 2:5          | 4:0 | 0:0             | 1:2         | 2:0       |
| 9.        | NAC Breda           | 4:2 | 1:3 | 0:3                 | 2:3           | 1:2        | 0:0              | 1:1               | 0:1                |           | 1:2        | 5:3          | 3:2            | 1:1          | 5:2          | 1:0 | 2:0             | 3:2         | 3:1       |
| 10.       | FC Utrecht          | 1:0 | 0:4 | 0:3                 | 2:1           | 0:3        | 3:1              | 2:2               | 2:0                | 1:2       |            | 1:0          | 0:1            | 2:0          | 0:1          | 5:3 | 1:3             | 3:0         | 1:0       |
| 11.       | RKC Waalwijk        | 0:1 | 0:4 | 0:0                 | 0:0           | 1:1        | 1:1              | 1:1               | 3:3                | 2:0       | 1:0        |              | 1:2            | 1:1          | 1:2          | 1:0 | 2:2             | 3:0         | 2:0       |
| 12.       | RBC Roosendaal      | 0:1 | 0:3 | 1:4                 | 1:1           | 1:0        | 1:4              | 0:0               | 1:2                | 1:1       | 1:1        | 1:3          |                | 1:0          | 1:0          | 0:0 | 1:1             | 1:1         | 1:1       |
| 13.       | FC Groningen        | 1:3 | 0:2 | 3:3                 | 0:0           | 1:1        | 2:2              | 1:2               | 1:0                | 1:0       | 1:1        | 1:2          | 2:0            |              | 2:0          | 2:0 | 2:1             | 0:1         | 2:2       |
| 14.       | NEC Nijmegen        | 0:0 | 2:3 | 1:2                 | 1:2           | 0:2        | 1:3              | 4:0               | 2:1                | 0:3       | 4:0        | 1:1          | 1:2            | 2:3          |              | 1:2 | 2:0             | 1:1         | 1:0       |
| 15.       | ADO Den Haag        | 1:4 | 0:4 | 2:2                 | 1:0           | 2:3        | 1:0              | 0:1               | 1:0                | 1:1       | 1:1        | 1:3          | 1:2            | 3:1          | 4:1          |     | 1:1             | 1:1         | 1:1       |
| 16.       | Vitesse Arnheim     | 1:2 | 0:0 | 0:0                 | 0:1           | 1:2        | 1:1              | 2:2               | 3:5                | 2:2       | 3:0        | 3:3          | 1:2            | 1:2          | 2:2          | 1:0 |                 | 2:2         | 5:2       |
| 17.       | FC Volendam         | 0:2 | 0:5 | 1:3                 | 0:1           | 0:6        | 2:1              | 0:1               | 2:0                | 4:2       | 1:2        | 0:4          | 2:1            | 3:0          | 2:3          | 0:2 | 0:0             |             | 2:2       |
| 18.       | FC Zwolle           | 0:5 | 0:4 | 0:3                 | 1:0           | 2:0        | 0:0              | 0:0               | 1:0                | 0:2       | 1:1        | 0:3          | 0:3            | 1:1          | 2:1          | 1:2 | 1:1             | 3:0         |           |

## Relegation
Der 16. und 17. der Eredivisie spielten mit den sechs Teams aus der Eersten Divisie, die die Plätze zwei bis sieben belegten, in zwei Gruppen zu je vier Mannschaften um zwei Startplätze für die folgende Spielzeit in der Eredivisie.

### Gruppe A
| Pl. | Verein           | Sp. | S | U | N | Tore    | Diff. | Punkte |
| --- | ---------------- | --- | - | - | - | ------- | ----- | ------ |
| 1.  | Vitesse Arnheim  | 6   | 4 | 2 | 0 | 014:400 | +10   | 14     |
| 2.  | VVV-Venlo        | 6   | 2 | 2 | 2 | 011:100 | +1    | 08     |
| 3.  | Sparta Rotterdam | 6   | 1 | 3 | 2 | 008:100 | −2    | 06     |
| 4.  | Helmond Sport    | 6   | 0 | 3 | 3 | 006:160 | −10   | 03     |

| 19. Mai 2004     |     |                  |
| VVV-Venlo        | 6:0 | Helmond Sport    |
| Sparta Rotterdam | 1:3 | Vitesse Arnheim  |
| 22. Mai 2004     |     |                  |
| Helmond Sport    | 2:2 | Sparta Rotterdam |
| Vitesse Arnheim  | 5:0 | VVV-Venlo        |
| 25. Mai 2004     |     |                  |
| Helmond Sport    | 2:2 | Vitesse Arnheim  |
| VVV-Venlo        | 0:2 | Sparta Rotterdam |
| 28. Mai 2004     |     |                  |
| Vitesse Arnheim  | 1:0 | Helmond Sport    |
| Sparta Rotterdam | 1:1 | VVV-Venlo        |
| 31. Mai 2004     |     |                  |
| VVV-Venlo        | 1:1 | Vitesse Arnheim  |
| Sparta Rotterdam | 2:2 | Helmond Sport    |
| 3. Juni 2004     |     |                  |
| Helmond Sport    | 0:3 | VVV-Venlo        |
| Vitesse Arnheim  | 2:0 | Sparta Rotterdam |

### Gruppe B
| Pl. | Verein              | Sp. | S | U | N | Tore    | Diff. | Punkte |
| --- | ------------------- | --- | - | - | - | ------- | ----- | ------ |
| 1.  | BV De Graafschap    | 6   | 4 | 1 | 1 | 010:400 | +6    | 13     |
| 2.  | Heracles Almelo     | 6   | 3 | 2 | 1 | 011:600 | +5    | 11     |
| 3.  | Excelsior Rotterdam | 6   | 2 | 2 | 2 | 008:800 | ±0    | 08     |
| 4.  | FC Volendam         | 6   | 0 | 1 | 5 | 004:150 | −11   | 01     |

| 19. Mai 2004        |     |                     |
| Heracles Almelo     | 4:0 | FC Volendam         |
| BV De Graafschap    | 0:0 | Excelsior Rotterdam |
| 22. Mai 2004        |     |                     |
| FC Volendam         | 0:1 | BV De Graafschap    |
| Excelsior Rotterdam | 0:1 | Heracles Almelo     |
| 25. Mai 2004        |     |                     |
| Heracles Almelo     | 2:0 | BV De Graafschap    |
| Excelsior Rotterdam | 2:1 | FC Volendam         |
| 28. Mai 2004        |     |                     |
| FC Volendam         | 1:2 | Excelsior Rotterdam |
| BV De Graafschap    | 2:0 | Heracles Almelo     |
| 31. Mai 2004        |     |                     |
| BV De Graafschap    | 4:0 | FC Volendam         |
| Heracles Almelo     | 2:2 | Excelsior Rotterdam |
| 3. Juni 2004        |     |                     |
| Excelsior Rotterdam | 2:3 | BV De Graafschap    |
| FC Volendam         | 2:2 | Heracles Almelo     |

Vitesse Arnheim und BV De Graafschap spielen in der Eredivisie 2004/05.

## Die Meistermannschaft von Ajax Amsterdam
(In den Klammern hinter den Spielernamen werden die Anzahl der Einsätze und Tore der Meistersaison angegeben)
| 1. | Ajax Amsterdam |
| -- | --- |
|    | - Tor: Bogdan Lobonț (24/-); Maarten Stekelenburg (10/-) - Abwehr: Maxwell (31/2); Julien Escudé (31/1); John Heitinga (26/3); Zdeněk Grygera (20/-); Hatem Trabelsi (8/1); John O’Brien (7/-); Jelle van Damme (6/-); Thomas Vermaelen (1/-) - Mittelfeld: Nigel de Jong (32/2); Wesley Sneijder (30/9); Tomáš Galásek (29/4); Victor Sikora (27/5); Rafael van der Vaart (26/7); Steven Pienaar (16/3); Daniël de Ridder (15/1); Abubakari Yakubu (11/-); Anthony Obodai (7/2); Jason Culina (2/-) - Sturm: Wesley Sonck (25/9); Nicolae Mitea (23/7); Zlatan Ibrahimović (22/13); Tom Soetaers (17/4); Yannis Anastasiou (12/3); Jari Litmanen (6/-); Tom de Mul (2/-); Ryan Babel (1/-) - Trainer: Ronald Koeman |

## Torschützenliste

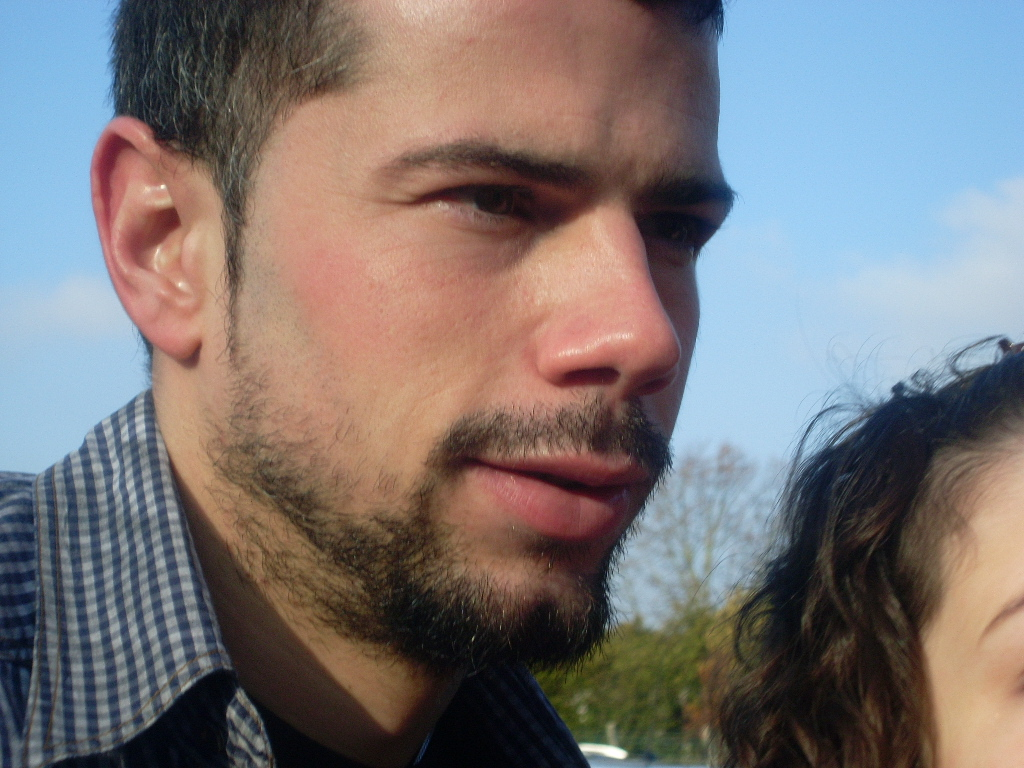
Mateja Kežman. Torschützenkönig der Saison 2003/04

Nur Tore in der regulären Saison werden berücksichtigt.
| Pl. | Name                       | Mannschaft          | Tore |
| --- | -------------------------- | ------------------- | ---- |
| 1.  | Mateja Kežman              | PSV Eindhoven       | 31   |
| 2.  | Dirk Kuyt                  | Feyenoord Rotterdam | 20   |
| 3.  | Gerald Sibon               | SC Heerenveen       | 15   |
| 4.  | Blaise Nkufo               | FC Twente Enschede  | 14   |
| 4.  | Thomas Buffel              | Feyenoord Rotterdam | 14   |
| 4.  | Ali El Khattabi            | AZ Alkmaar          | 14   |
| 7.  | Zlatan Ibrahimović         | Ajax Amsterdam      | 13   |
| 7.  | Iwan Redan                 | RKC Waalwijk        | 13   |
| 9.  | Cristiano                  | Roda JC Kerkrade    | 12   |
| 9.  | Jan Vennegoor of Hesselink | PSV Eindhoven       | 12   |